# Carmageddon II: Carpocalypse Now
Carmageddon II: Carpocalypse Now ist ein Fahrzeug-Kampf-Spiel, welches als Nachfolger zu Carmageddon: Fahr zur Hölle den zweiten Teil der Carmageddon-Serie darstellt. Es wurde 1998 für Microsoft Windows von Sales Curve Interactive in Europa und von Interplay Entertainment in Nordamerika veröffentlicht. Das Entwicklerstudio war Stainless Games.

## Spielprinzip
Carmageddon II wirkt zunächst wie ein Rennspiel, jedoch kann das Spiel durch Abfahren des Rundkurses nicht gewonnen werden. Das Zeitlimit muss neben Erreichen von Checkpoints zusätzlich durch Demolieren von anderen Rennteilnehmern und Überfahren von Passanten oder Einsammeln von Power-ups. Zudem kann so Geld verdient werden, um das eigene Auto zu reparieren und neue Wagen anzuschaffen.

## Zensur
Während in der Originalfassung Menschen und Tiere am Straßenrand laufen, wurden diese für die deutsche Fassung in Außerirdische umgewandelt, die grünes Blut versprühen. Auch die USK-18-Fassung ist gleichfalls abgeändert. Das in Deutschland indizierte Spiel ist auch bei digitalen Distributoren mit Geoblocking versehen.

## Rezeption
Der hohe Gewaltgrad sei nicht jedermanns Sache. Technisch sei das Spiel zum Erscheinen bereits veraltet gewesen. Die stark unterschiedliche Fahrphysik der Vehikel, die weitläufigen Levels und der Iron Maiden Soundtrack stechen positiv hervor.